# San Francisco de Durán
San Francisco de Durán es una localidad del estado mexicano de Guanajuato. Es parte del municipio de León.

## Toponimia
El nombre «San Francisco» hace referencia al santo patrono de la localidad: Francisco de Asís.

## Demografía
| Gráfica de evolución demográfica |
|                                  |

| Censo | Población |
| ----- | --------- |
| 1990  | 798       |
| 2000  | 1 333     |
| 2010  | 2 311     |
| 2020  | 3 028     |